# جعل حدیث
جعل حدیث یا همان وضع حدیث به نسبت دادن یک روایت یا مطلبی به پیامبر اسلام یا امامان بعد از ایشان گویند که از ایشان صادر نشده‌است. برای این کار انگیزه‌های متعددی وجود داشته‌است که مهم‌ترین آنها انگیزه اعتقادی به‌شمار می‌رود. افراد زیادی در تاریخ دست به این کار زده‌اند و عده ای از آنها نیز به این امر شهرت دارند.

## تعداد جاعل‌ها و تعداد روایات جعل شده
در این زمینه بحث‌های فراوانی شده‌است و علم رجال به این مسئله و مسائل مشابه می‌پردازد. اختلاف نظرهایی هم در این زمینه موجود است. بنا بر یکی از معتبرترین نظرها فقط نزدیک به ۵۰۰۰۰۰ حدیث توسط حدود ۴۰ الی ۵۰ جاعل معروف جعل شده‌است! شیخ عبد الحسین تبریزی معروف به علامه امینی (متوفی ۱۳۴۹) تعداد زیادی از آنها را در کتاب خود نام می‌برد که به هفتصد تن رسیده‌است! (۱) تعداد دقیق این روایات با بررسی دقیق علم رجال به دست می‌آید. ابن حجر عسقلانی و شمس الدین ذهبی از مشاهیر علم رجال در اهل سنت و شیخ طوسی و سید موسی شبیری و سید محمد حسینی قزوینی از مشاهیر علم رجال در شیعه هستند.

## اسامی برخی از جاعلان
همان‌طور که گذشت تعداد زیادی از جعل‌کننده‌ها در طول تاریخ وجود داشته‌است که به برخی به عنوان نمونه اشاره می‌کنیم (۲):
1. ابن ابی العوجاء (با حدود ۴۰۰۰۰ جعل)
2. احمد الجویباری و دو پسر عکاشه و تمیم (با حدود ۱۰۰۰۰ جعل)
3. صالح بن احمد القیراطی (با حدود ۱۰۰۰۰جعل)
4. ابن عمر الواقدی (با حدود ۲۵۰۰۰ جعل)
5. احمد بن محمد القیسی (با حدود ۳۰۰۰ جعل)

اینها تنها نمونه‌هایی از آن‌هاست و تعداد ایشان بسیار زیاد است که اهمیت علم رجال برای شناخت تاریخ و حقایق اسلام را نشان می‌دهد.

## روایتی از پیامبر اسلام دربارهٔ جعل حدیث
در منابع اسلامی روایتی از پیامبر اسلام تحت عنوان خطبه حجه الوداع موجود است که در بخشی از آن اینگونه آمده:
«نسبت دروغ به من فراوان گردیده و در آینده افزون‌تر خواهد شد؛ هر کس از روی عمد به من دروغی ببندد جایگاه خویش را بر آتش بنا کرده‌است. پس اگر حدیثی از من برایتان نقل شد آن را بر کتاب خدا و سنت من عرضه کنید؛ آنچه را با کتاب خدا و سنت من سازگار بود برگزینید و آنچه را با قرآن و سنتم ناسازگار بود رها سازید.» (۳)

## نمونه ای از روایات جعل شده
روایتی در منابع اسلامی دیده می‌شود که بر طبق آن تبعیت از همه صحابه پیامبر اسلام موجب هدایت است. متن روایت: «اصحابی کالنجوم بایّهم اقتدیتم اهتدیتم». این روایت تقریباً بنا بر نظر همه علمای بزرگ در تاریخ اهل سنت همچون ابن حجر عسقلانی قطب علمی اهل سنت (۴)، آلبانی پیشوای علم رجال وهابیت (۵)، ابن تیمیه پدر معنوی وهابیت (۶)، ابن حزم (۷)، شنقیطی(۸)، ابن عبدالبر (۹)، مَقدِسی (۱۰)، شوکانی (۱۱)، ابن قیم جوزیه (۱۲)، مبارکفوری (۱۳)، دارقطنی (۱۴)، فتنی (۱۵) و بسیاری دیگر همچون برخی علمای دانشگاه الازهر مصر جعلی و ضعیف قلمداد شده‌است. همچنین تمامی علمای شیعه این حدیث را جعلی می‌دانند. (۱۶)

## ارجاع به منابع دیگر
1. https://www.tebyan.net/